# Hôpital des armées René-Le Bas
L'hôpital des armées René-Le Bas, connu localement comme l'hôpital maritime de Cherbourg, est un ancien hôpital de la Marine, qui se dresse sur le territoire de la commune française de Cherbourg-en-Cotentin, dans le département de la Manche, en région Normandie. Créé sur décision de l'empereur Napoléon III en 1858, il est terminé en 1871. Il ferme ses portes en 2002.
Le site héberge depuis 2011 l'École supérieure d'arts et médias de Caen - Cherbourg après l'échec d'autres projets en lien avec l'industrie de la création audiovisuelle et du multimédia.

## Histoire de l'hôpital (1869–2002)
C’est dans le contexte de la guerre d'indépendance des États-Unis que Louis XVI décide de construire à Cherbourg le grand port qui manque alors en France. À la suite de l'afflux de population engendré par le chantier avec l'arrivée de militaires et d'ouvriers, la nécessité d'un hôpital en cette même place devient évidente. Le vieil Hôtel-Dieu situé dans le centre du bourg ne peut suffire. En 1786, on installe un hôpital auxiliaire des travaux de la rade face au pont-tournant qui se révèle vite insuffisant. En 1793, sous la Révolution française, on installe un hôpital de la marine dans l'ancienne abbaye Notre-Dame du Vœu, dont les locaux sont modifiés et agrandis. Il fonctionnera de 1793 à 1862, comptant six cent lits.
En août 1858, l'empereur Napoléon III et l'impératrice Eugénie viennent inaugurer la dernière tranche des travaux du port de Cherbourg, ainsi que la voie ferrée Paris-Cherbourg. L'empereur décide alors la construction d'un nouvel hôpital maritime non loin de l'ancienne abbaye, en prolongation du chantier de la rade, vers l'ouest, entre la rue de l'Abbaye et les hauteurs dominant la ville.
Le projet du nouvel hôpital est achevé en 1862, et le chantier est confié aux entreprises A. Courtignon et J. Bataille. Il est inauguré le 15 février 1869 et a coûté la somme de 3 500 000 francs-or, mais il n'est vraiment achevé qu'en 1871. Son fronton triangulaire porte les armes du Second Empire d'azur à l'aigle napoléonienne d'or empiétant un foudre du même. L'écu est timbré d'un casque d'or, taré de face, ouvert, sans grille et surmonté de la couronne impériale avec le collier de la Légion d'honneur. Le fronton fut martelé en 1870 ou 1914, et restauré à l'initiative du Médecin général A. Carré, à l'occasion du centenaire de l'hôpital.
Il comporte des salles de 40 m de long, 9 m de large et 4,5 m de hauteur sous plafond et jusqu’à 44 malades par salle. Un pavillon des contagieux est construit pour héberger les malades atteints de typhoïde, rougeole, scarlatine, tuberculose et choléra dans une ville qui comptait à la fin du XIXe siècle 6 000 militaires et 4 500 ouvriers.
L'hôpital vit les grandes découvertes médicales : l'anesthésie, les découvertes pasteuriennes, l'électricité médicale et la radiographie. Un bloc opératoire moderne est installé en 1913. Tout le long la guerre 1914-1918, 700 à 800 blessés sont soignés dans l’hôpital sans discontinuer. En 1914, l'hôpital comptait 110 lits pour les malades et 170 lits pour le personnel, et ce sont près de 49 000 personnes qui y ont été hospitalisées pendant la Première Guerre mondiale. Durant la Seconde Guerre mondiale, les forces d'occupation allemande disposent des lieux et y construisent un blockhaus qui existe toujours.
Le 9 novembre 1982, le centre hospitalier est baptisé « René-Le Bas », du nom du premier médecin de la marine à rallier les forces navales françaises libres.
L'hôpital des armées cesse de fonctionner le 26 juin 2002 pour des raisons politiques (livre blanc en 1994). Une grosse partie des activités médicales sont transférées à l'hôpital Louis Pasteur, le reste des activités sont transférées au centre hospitalier régional universitaire de Caen.

## Le pôle culturel (depuis 2002)
(juillet 2012).
Plusieurs projets de réhabilitation visant à faire de l'ancien hôpital un pôle culturel échouent successivement.
En 2002, Jean-François Le Grand, président du Conseil général de la Manche, propose à Jean-Paul Vuillin, directeur de l'École internationale de création audiovisuelle et de réalisation (EICAR), qui cherche à développer une antenne à son école parisienne, de s'implanter à Cherbourg-Octeville. À la suite de cette occasion, Jean-François Le Grand développe un projet de campus spécialisé dans le cinéma et l'audiovisuel, le Centre international des métiers artistiques et techniques de l'image et du son (CIMATIS), campus universitaire de 30 000 mètres carrés dans un parc de 10 hectares, comportant 225 chambres d'étudiants et un guest house de 30 appartements. Les collectivités locales ainsi que l'Europe investissent des sommes importantes (environ 33 millions d'euros) dans la réhabilitation et la modernisation du lieu. À la suite de difficultés financières et d'un redressement judiciaire en juillet 2006, l'établissement cherbourgeois cesse ses activités, et est mis en septembre 2006 en liquidation judiciaire par le tribunal de commerce de Cherbourg-Octeville.
Sur le même site, en novembre 2006, l'Institut des métiers du cinéma de Normandie (IMC Normandie), parrainée par le réalisateur Jean Pierre Jeunet, propose trois formations : réalisation, animation et effets spéciaux et une formation d'acteur. L'école disparaît à son tour en 2010.
En 2008, le Campus des métiers de la culture et du multimédia s'installe dans l'ancien hôpital. Il héberge plusieurs centres de formation partenaires qui dispensent des enseignements dans les domaines de la photographie, de l’audiovisuel, du spectacle vivant, des musiques actuelles et du multimédia. Une formation photographie, de niveau Mastère (bac +5), ouvrira en septembre 2008, sous la forme d'une résidence d'artiste en Mastère 2. Coordonnée par des enseignants expérimentés issus d'écoles comme Gobelins, Louis Lumière ou Paris- VIII, la première session Mastère 2 ouvre en septembre 2008 avec 12 artistes photographes résidents. L'année suivante, la formation devrait être ouverte à 16 candidats en Mastère 1 ainsi qu'en Mastère 2. Le Campus proposera d'autre part une formation de technicien supérieur en intégration de données multimédia (diplôme homologué de niveau III) pour 20 étudiants, une de Chef de projet multimédia et un Bachelor Live marketing, des formations en spectacle vivant (éclairagiste architectural, formateur intervenant en cirque, régisseur de piste), en musiques actuelles (administrateur de lieu et de production, régisseur d’accueil en musiques actuelles...). Développé par l'Institut international de l'image et du son, Campus MCM proposera des formations de journaliste reporter d'images pour la conception de news et de magazines, des formations à la réalisation de documentaires grâce à la création d’une école de documentaristes. Faute de financement suffisant, le campus des métiers de la culture et du multimédia doit cesser ces activités en 2009.
Entre 2008 et fin 2009, le site accueille également une partie des services techniques de la communauté urbaine de Cherbourg, en attendant la construction d'un nouveau bâtiment destiné à ces derniers dans le centre-ville.
Depuis octobre 2011, le site est occupé par l'École supérieure d'arts et médias de Caen - Cherbourg, et a accueilli temporairement la bibliothèque Jacques Prévert.
Dans le parc devant l'ancien hôpital se trouve depuis 2016 un jardin partagé, animé notamment par les associations Sharebourg et Colibris Cotentin.

## Description

### La chapelle Notre-Dame des Armées
La chapelle Notre-Dame des Armées (XIXe siècle), située au fond de la vaste cour intérieure, au cœur de l'ensemble, construite en style classique avec en façades des colonnes à chapiteaux ioniques est couronnée d'un dôme.
La grille d'entrée de l'hôpital, très ouvragée, a été remontée face à la chapelle, dans le jardin intérieur.